# 저항보

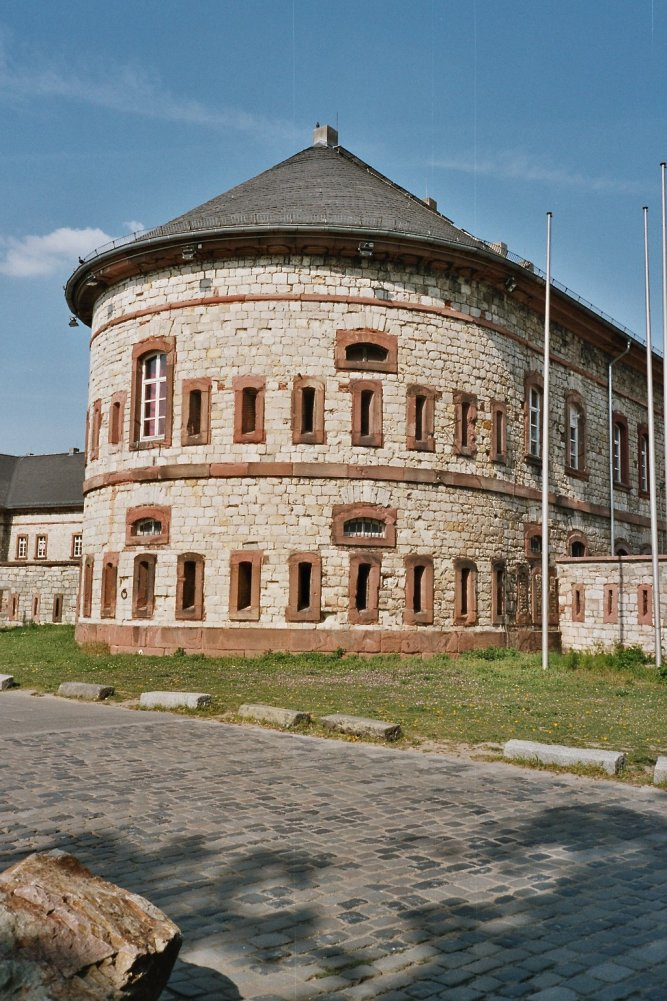
독일 마인츠 요새의 저항보.

저항보(reduit)는 외부 방어선이 붕괴했을 때 방어군이 대피할 수 있는 성채나 아성 따위의 요새화된 구조물이다.